# Prun
Prun è una frazione del comune di Negrar di Valpolicella che si trova nell'area a nord di Verona (circa 20 km dal centro storico della città). Fa quindi parte della provincia di Verona e della regione Veneto. Prun è sito in collina, a 523 metri sul livello del mare, e conta 475 abitanti. È conosciuto principalmente per le sue cave di scaglia rosa, scavate nel fianco del monte Noroni: si tratta di pietra tenera e di facile estrazione che spesso viene identificata col nome della località: “pietra di Prun”.

## Territorio
Il territorio intorno a Prun è prevalentemente collinare con l'eccezione della zona a nord-ovest, di carattere montuoso: il  punto più alto di quest’area è Monte Tesoro, che raggiunge i 917 metri sul livello del marea , 2,2 km a nord di Prun, nel territorio comunale di Sant'Anna d'Alfaedo (dove ha sede l'omonimo forte, da non confondere con la vetta delle Prealpi Bergamasche).

## Clima
Il clima è umido e subtropicale. Rientra nella fascia definita "zona climatica E". La temperatura media nel comune di Negrar è di 12 °C: i mesi più caldi sono luglio e agosto (media di 23 °C),  e il più freddo è gennaio (media di 0 °C). La piovosità media è di 1,556 millimetri all'anno: il mese con più precipitazioni è novembre, con 207 millimetri di pioggia, e il più piovoso dicembre, con 92 millimetri.

## Storia
Nell'XI secolo, la valle di Negrar era denominata Valle Veriacus ("Valle di Veriago"), in distinzione dalla Valle Provinianensis ("Valle di Proviniano") che comprendeva il restante territorio di quella che oggi è la Valpolicella. Nella parte alta della vallata viene attestata la presenza di un castello a Prun nel 983 e uno del paese limitrofo di Fane nel 1090.
Un documento del 1166 attesta per la prima volta l'esistenza del comune di Negrar, istituito probabilmente già tra il 1050 e il 1100. Un elenco risalente al 1184 ci permette di identificare i restanti comuni esistenti nella valle: Fane, Prun, Mazzano, Torbe, San Vito, Novare e Arbizzano.

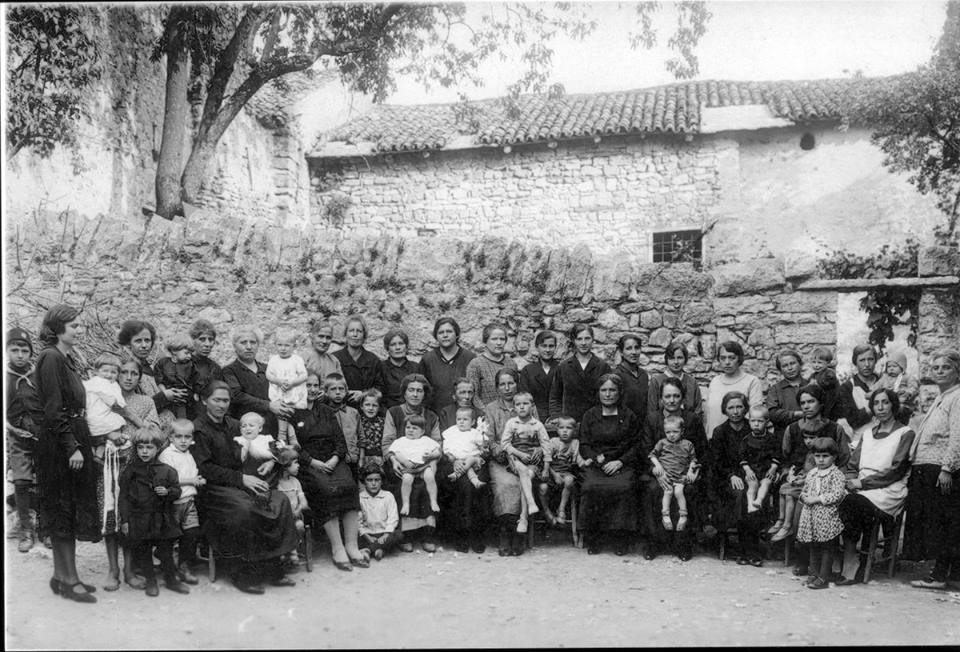
Abitanti di Prun (fotografia datata 1930)

Nel 1530 la comunità della valle conta circa 2 400 persone, per la maggior parte concentrate nei due centri più importanti: Negrar (con San Vito) e Prun che contano circa 1 000 persone ognuno. La crescita demografica verrà interrotta dalle pestilenze che colpirono duramente la zona di Verona nel 1575 e nel 1630.
Sempre risalente al XVI secolo è anche la costruzione della Villa Salvaterra, formata due parti architettonicamente differenti: una di stile rinascimentale, l'altra barocca. Al piano terra è presente un porticato con 4 arcate a tutto sesto sovrastato da una loggia, posta al secondo piano. Sul retro dell'edificio sono presenti due torri colombare.
Del XIX secolo è invece la chiesa di San Paolo, sorta su una precedente chiesa che risale almeno al 1222, di cui sopravvive solo il campanile (anche se modificato nella cella campanaria). L'altare maggiore ospita la Conversione di San Paolo, dipinta nel 1590 da Paolo Farinati.
Dopo l’annessione al Regno d’Italia, Prun diventa comune autonomo da Negrar di Valpolicella, venendo riassorbita poi sotto la sua amministrazione tra gli anni 1927 e 1929.

## Cave di Prun

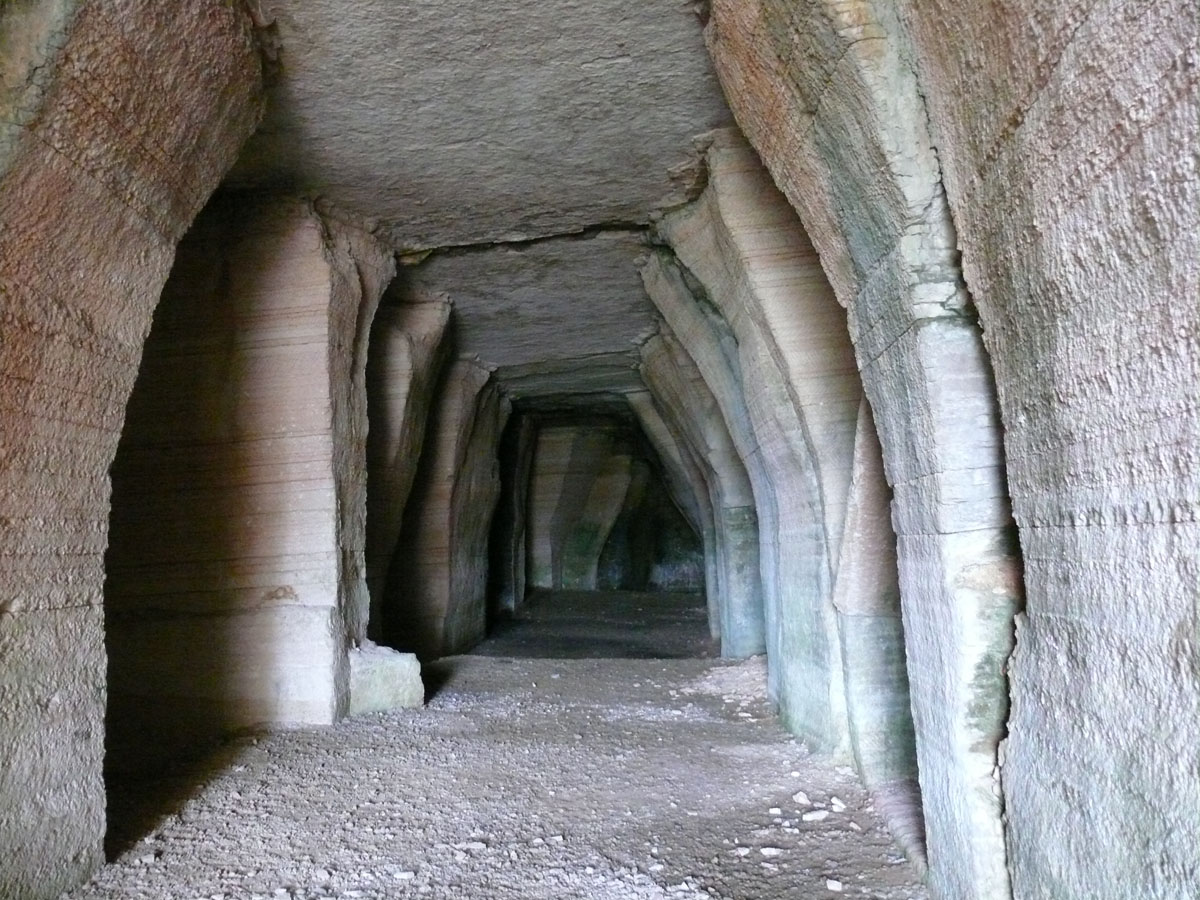
Cave di Prun

Sin dall’età del ferro la pietra di Prun è utilizzata nella costruzione dei castellieri sulle dorsali lessiniche.
La prima attestazione della presenza di cave di pietra risale al 1204 ed è riferita al territorio di Capavo, presso Torbe. Già nel trecento, con l'aumento dei commerci, il mercato della pietra di Prun trova un proprio sviluppo.
Il complesso delle numerose gallerie scavate a partire dal XVIII secolo sul fianco orientale del monte Noroni, è servito in seguito per ricavare pietra per costruzioni e manufatti. Oggi le cave sono in disuso, nonostante resti un suggestivo percorso di alcuni chilometri di tunnel.